# Eddy Caers
Eddy Caers (26 april 1946) is een Belgisch voormalig voetballer en voetbalcoach.

## Carrière
Caers maakte zijn profdebuut voor Royal Antwerp, daarna speelde hij voor Merksem SC tot in 1971. Toen vertrok hij naar KSK Tongeren waar hij ook maar één seizoen speelde, Berchem Sport nam hem over en hij speelde er tot in 1974. Nadien speelde hij één seizoen bij Club Brugge, om dan over te stappen naar RAA Louviéroise. Hij eindigde zijn carrière bij Borsbeek Sport waar hij ook kort trainer was.
Caers kwam in opspraak in de Zaak-Jurion omdat hij als tussenpersoon fungeerde in een omkoopschandaal. Jef Jurion, toenmalig trainer van La Louvière wilde niet degraderen en stuurde Caers en Jacques Roelandt, die op dat ogenblik actief was bij Jurions vorige werkgever Beveren, op pad om vijf spelers van Berchem om te kopen. Caers en Roelandt fungeerden als tussenpersonen. Caers sprak af met oud-ploegmaats Tony Goossens, Mike Kear en Pierre Van Staay. De Britse spits Kear had echter een bandrecorder verstopt en nam zonder dat Caers iets vermoedde het hele gesprek op. Hij werd uiteindelijk voor één jaar geschorst.